# Паоло Гуццанті
Паоло Гуццанті (італ. Paolo Guzzanti; 1 серпня 1940 Рим) — італійський журналіст та політик. Заступник головного редактора газети «Il Giornale». З 2008 року депутат Палати депутатів Італії від партії «Народ свободи». Сенатор від партії «Forza Italia» у 2001-2008 роках. Був членом Італійської соціалістичної партії та «Patto Segni». У період з 2002 по 2006 рік керував роботою парламентської комісії, що вивчала дії агентів радянських спецслужб в Італії у роки «холодної війни».

## Життєпис
Паоло Гуццанті народився 2 серпня 1940 року в Римі. Гуццанті — колишній голова парламентської комісії з розслідування діяльності радянських спецслужб в Італії у роки «холодної війни», відомої як «комісія Мітрохіна» — по імені колишнього співробітника архіву КДБ СРСР Василя Мітрохіна, який втік на початку 1990-х років на Захід з секретними документами. У числі документів, які мав Мітрохін, був список італійців, які нібито співпрацювали з радянськими спецслужбами. Для вивчення цього списку і була у 2002 році сформована комісія Гуццанті. Її розслідування, що тривало до 2006 року, не дало відчутних результатів. Гуццанті випустив книгу «Мій агент Саша», де заявив, що Олександр Литвиненко був головним інформатором комісії.
У січні 2006 року в ході телефонної розмови з одним з консультантів комісії, Маріо Скарамелло, Гуццанті сказав про пошук відомостей, що стосуються зв'язків КДБ СРСР з тодішнім лідером опозиції, нині прем'єр-міністром Італії Романо Проді. Запис цієї розмови була оприлюднена наприкінці листопада, і адміністрація Проді оголосила про намір переслідувати у судовому порядку неназваних осіб, що ганьблять репутацію прем'єра. 
Ця скандальна ситуація виникла незабаром після смерті перебіжчика з Росії, колишнього підполковника ФСБ Олександра Литвиненка. 1 листопада він зустрівся у Лондоні зі Скарамелло, пізніше був госпіталізований з важким отруєнням і помер 23 листопада в одній з лондонських клінік. На зустрічі 1 листопада Скарамелла передав Литвиненку документ, що містив, за його словами, відомості про змову представників російських спецслужб, нібито причетних до вбивства журналістки Ганни Політковської і планування замаху на політемігрантів з Росії та осіб, що з ними співпрацюють, у тому числі Гуццанті. Джерелом цієї інформації був названий емігрант з Росії Євген Лимарєв, який раніше співпрацював з «комісією Мітрохіна».
В інтерв'ю італійській газеті «La Stampa» Гуццанті звинуватив у смерті Литвиненка російські спецслужби. Литвиненко, за словами сенатора, став третім у ряду їх недавніх жертв після колишнього заступника директора ФСБ генерала Анатолія Трофімова та опозиційної журналістки Ганни Політковської. «Холодна війна не закінчилася» — сказав Гуццанті. Після того як 1 грудня британські лікарі виявили в організмі Скарамелли сліди радіоактивного ізотопу полоній-210, яким раніше імовірно був отруєний Литвиненко Гуццанті оголосив, що побоюється і за своє життя.
У квітні 2008 року Гуццанті був обраний за списком «Народ свободи», блоку, в який входили «Forza Italia» та «Національний альянс», в палату депутатів Італії.
Восени 2008 року Гуццанті виступав з активною критикою Берлусконі, який у травні того ж року став прем'єр-міністром Італії. Він звинувачував Берлусконі в дружбі з президентом Росії Володимиром Путіним, політика якого не подобалася Гуццанті. У лютому 2009 року Гуццанті покинув «Народ свободи» і приєднався до «Італійської ліберальної партії».
У серпні 2009 року змінився головний редактор «Il Giornale», ним став Вітторіо Фелтрі і Гуццанті припинив співпрацювати з виданням.
У лютому 2011 року Гуццанті знову приєднався до парламентської більшості: він увійшов до проурядової групу «Відповідальна ініціатива», з липня 2011 року називалася «Народ і земля», як незалежний ліберал. Тоді ж Гуццанті знову став дописувати для «Il Giornale».

## Праці
- Il neofascismo e le sue organizzazioni paramilitari, Roma, A cura della Sezione organizzazione del partito nella società (PSI), 1972.
- Come usare l’Italia. Manuale di sopravvivenza nella babele dei servizi, con Alberto Denzler, Milano, Mondadori, 1985.
- Cossiga uomo solo, Milano, Mondadori, 1991. ISBN 88-04-35273-6
- I presidenti della Repubblica da De Nicola a Cossiga, Roma-Bari, Laterza, 1992. ISBN 88-420-4020-7
- Forattinopoli. Storia della corruzione in Italia, con Giorgio Forattini, Milano, Panorama-Mondadori, 1993.
- I giorni contati, Milano, Baldini & Castoldi, 1995. ISBN 88-85989-55-1
- L'Italia del 2000, Torino, I libri de La Stampa, 1996. ISBN 88-7783-103-0
- Ustica. La verità svelata, Milano, Bietti, 1999. ISBN 88-8248-103-4
- Prefazione a L'Italia che ho in mente. I discorsi a braccio di Silvio Berlusconi, Milano, Mondadori, 2000. ISBN 88-04-48197-8
- Prefazione a Luca d'Alessandro, Berlusconi ti odio. Le offese della Sinistra al premier pubblicate dall'agenzia ANSA, Milano, Mondadori, 2005. ISBN 88-04-54961-0
- Abbasso la dieta mediterranea. Il primo romanzo dimagrante della letteratura italiana, Reggio Emilia, Aliberti, 2009. ISBN 978-88-7424-489-8
- Guzzanti vs Berlusconi, Reggio Emilia, Aliberti, 2009. ISBN 978-88-7424-504-8
- Il mio agente Sasha. La Russia di Putin e l’Italia di Berlusconi ai tempi della seconda guerra fredda, Reggio Emilia, Aliberti, 2009. ISBN 978-88-7424-517-8
- Guzzanti vs De Benedetti. Faccia a faccia fra un gran editore e un giornalista scomodo, Reggio Emilia, Aliberti, 2010. ISBN 978-88-7424-551-2
- Mignottocrazia. La sera andavamo a ministre, Reggio Emilia, Aliberti, 2010. ISBN 978-88-7424-579-6